# Metaxymecus shabensis
Metaxymecus shabensis är en insektsart som först beskrevs av Bouvy 1982.  Metaxymecus shabensis ingår i släktet Metaxymecus och familjen gräshoppor. Inga underarter finns listade i Catalogue of Life.